# Lago Pilhué
Lago Pilhué är en sjö i Argentina.   Den ligger i provinsen Neuquén, i den sydvästra delen av landet, 1 300 km väster om huvudstaden Buenos Aires. Lago Pilhué ligger 1 100 meter över havet. Arean är 1,2 kvadratkilometer. Den sträcker sig 1,3 kilometer i nord-sydlig riktning, och 2,2 kilometer i öst-västlig riktning.
I omgivningarna runt Lago Pilhué växer i huvudsak blandskog. Trakten runt Lago Pilhué är nära nog obefolkad, med mindre än två invånare per kvadratkilometer.